# Onigiri
Onigiri (jap. 御握り o-nigiri; znane także jako o-musubi 御結び) – potrawa popularna w Japonii. 

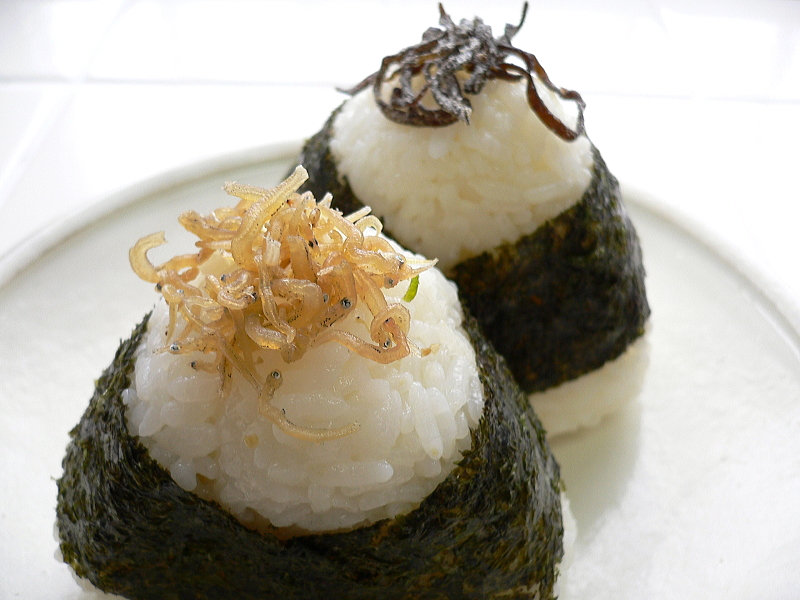
Onigiri

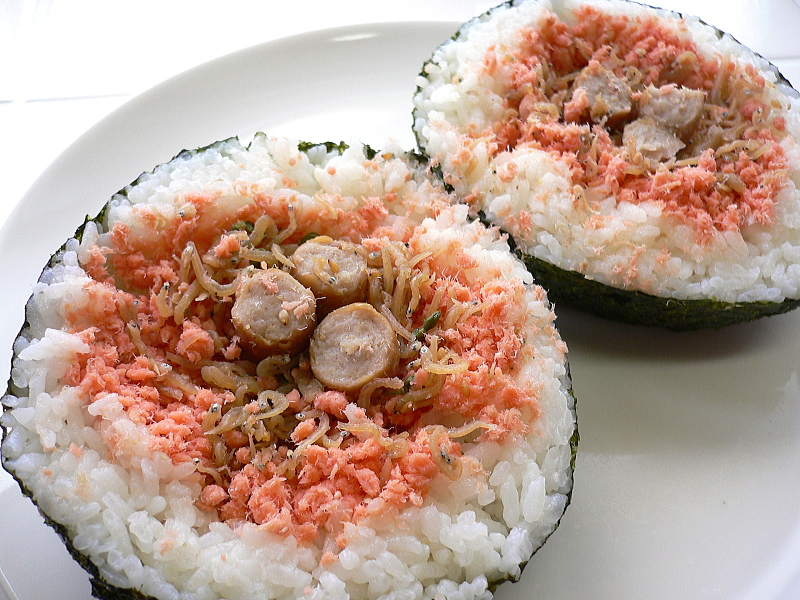
Onigiri w przekroju

Onigiri jest zrobione z ryżu uformowanego w trójkątny lub owalny kształt, czasami zawinięte w nori. Potrawa ta jest nadziewana m.in. marynowaną morelą japońską (umeboshi), ikrą, krewetkami, rybą (tuńczyk, keta), itp. Farsz jest zazwyczaj słony, aby ochronić ryż przed zepsuciem. Onigiri jest jedną z popularniejszych przekąsek w Japonii. Służy często jako prowiant na drogę.